# Carl Zimmer
Carl Zimmer (13 luglio 1966) è uno scrittore e divulgatore scientifico statunitense.
Si occupa principalmente di argomenti relativi allo studio dell'evoluzione ed ai parassiti.
Ha scritto diversi libri ed articoli scientifici per il quotidiano The New York Times e le riviste Discover, National Geographic, Natural History, Nature e Science. È un docente presso l'Università di Yale.
Tutte le sue opere sono al momento inedite in italiano.

## Onorificenze
- American Association for the Advancement of Science's 2004[2]
- American Association for the Advancement of Science's 2009[3]
- The Pan American Health Organization's Award for Excellence in International Health Reporting
- American Institute Biological Science's Media Award
- Everett Clark Award for Science Writing
- John Simon Guggenheim Memorial Foundation Fellowship
- United States National Academy of Sciences Communication Award
- Mr. Carl Zimmer è un membro del gruppo Nifty Fifty del USA Science & Engineering Festival, un insieme dei più influenti tra scienziati ed ingegneri negli Stati Uniti che si sono dedicati a rinnovare l'interesse delle giovani generazioni nei confronti di scienza ed ingegneria.[4]